# 홀만요새의 결투
홀만요새의 결투(Una Ragione Per Vivere E Una Per Morire, A reason to live A reason to die)는 독일(구 서독)에서 제작된 토니노 발레리 감독의 1972년 영화이다. 제임스 코번 등이 주연으로 출연하였고 알폰소 산소네 등이 제작에 참여하였다.

## 출연

### 주연
- 제임스 코번
- 텔리 사바라스

### 조연
- 버드 스펜서
- 조지스 게레
- 라인하드 콜드호프
- 베니토 스테파넬리
- 아돌포 라스트레티
- 앤젤 알바레즈
- 프란시스코 샌즈
- 조 폴리니
- 호세 수아레즈